# 蓮華峯寺
蓮華峯寺（れんげぶじ、蓮華峰寺）は岐阜県関市洞戸高賀にある天台宗の寺院。山号は西高賀山。

## 歴史
天徳3年（959年）に高賀神社に行基作と伝わる大日如来が納められたのが寺としての歴史の始まりと伝わるが、現在残る胎蔵界大日如来像は平安時代末期の作と見られている。その他、天治元年(1124年)の銘を持つ観音菩薩像等、平安時代の仏像が複数現在まで伝えられている。
全盛期には七堂伽藍を備え、多くの子院を持つ大寺院であったが、応安2年(1369年)に洪水により大きな被害を受けている。鎌倉時代後期になると虚空蔵菩薩を崇拝する『高賀山信仰』が成立し、多くの修験者が訪れる聖地となった。爾来多くの懸仏が奉納されて現在に伝わっている。高賀山信仰における中心的な社(高賀山六社)の一社である高賀神社の別当寺として栄えた。
文明年間に蓮華峯寺の坊院の一つとして大洞山金谷寺が建立される。金谷寺は室町時代末に蓮華峯寺が山津波により流亡した際に武儀郡乙狩（岐阜県美濃市）に移転している。永正14年（1517年）に火災により諸堂が焼失し、その後再建された。
江戸時代前期に円空が当寺を何度も訪れ、虚空蔵菩薩像や円空最後の仏像とされる歓喜天像を納めている。江戸時代中期に美濃西国三十三ヶ所が成立した際には二番札所となった。
明治時代に至ると廃仏毀釈を逃れるため、高賀神社境内から麓側にあった観音堂へ諸仏像が移されている。その後蓮華峯寺は無住となり仏像が管理できなくなり盗難も発生したため、昭和48年（1973年）に仏像群が高賀神社の収蔵庫へ移された。また、円空作の仏像群は平成7年（1995年）からは関市洞戸円空記念館に収蔵されている。
高賀山信仰に関する仏像群や懸け仏、法具などが神仏習合の様相を現代に伝える貴重な資料であるとして岐阜県の文化財に指定されている。